# Ronan Pensec
Ronan Pensec (Douarnenez, 10 juli 1963) is een voormalig Frans wielrenner, actief tussen 1985 en 1997, die zeer goed meekon in de heuvelklassiekers aangezien hij een behoorlijke klimmer was. Hij was een helper van drievoudig Tourwinnaar Greg LeMond bij Z-Tomasso.

## Carrière

### Topjaren: Peugeot, Z en RMO
Pensecs enige klassieke zege die enige faam geniet, is de najaarsklassieker GP Plouay. Die wedstrijd won hij in 1992 toen hij reed voor RMO. Hij won voor de Belg Serge Baguet en de Z-ploegmaats Thierry Claveyrolat en Jean-Claude Colotti. Dat hij goed bergop kon rijden bewees de Fransman al door zesde en zevende te eindigen in de Ronde van Frankrijk (1986 en 1988, respectievelijk). In 1989 werd Pensec vierde in Milaan-San Remo, dat jaar gewonnen door zijn landgenoot Laurent Fignon (Système U). Daarnaast werd hij dat jaar zesde in de Waalse Pijl, die werd gewonnen door Claude Criquielion (Hitachi). Destijds reed hij voor Z-Peugeot.

#### Ronde van Frankrijk 1990
In 1990 won Greg LeMond de Ronde van Frankrijk voor de Z-ploeg waarvoor ook Pensec destijds nog uitkwam. Pensec reed er vier seizoenen en dit was zijn laatste vooraleer hij naar het Spaanse Amaya Seguros verhuisde. De eerste twee weken was Pensec alomtegenwoordig. In de etappe naar Saint-Gervais-les-Bains (de voet van de Mont Blanc) veroverde hij de gele leiderstrui van de Canadees Steve Bauer. De etappe werd gewonnen door zijn landgenoot Claveyrolat. Hij had vijftig seconden voorsprong op de Italiaan Claudio Chiappucci in het algemeen klassement. Pensec was nochtans niet in de voorste gelederen te vinden tijdens de etappe, maar hij stond al de hele week boven in de klassering terwijl de favorieten voor de eindzege nog wat de kat uit de boom keken en op bijna tien minuten volgden (onder hen kopman Greg LeMond). Bauer verloor meer dan een minuut op de Fransman, die zeventien seconden achterstand had. De volgende dag wist Pensec de trui te behouden op l'Alpe d'Huez, waar de Italiaan Gianni Bugno won. Zijn kopman LeMond was opgeklommen naar de vierde plaats, maar Ronan Pensec had nog altijd een bonus van negen minuten en meer op de meeste favorieten. Chiappucci volgde als tweede op 1'28". Naar Villard-de-Lans tuimelde Pensec 'gedwongen' van zijn 'gele wolk' en wel omdat tijdrijden niet zijn sterkste punt was. Erik Breukink haalde stevig uit en won deze Alpenchrono in de Isère. Pensec verrichtte hierna noeste arbeid voor LeMond, die 55 seconden op Breukink toegaf in de tijdrit. Pensec bleef wel tweede, maar Chiappucci haalde hem bij en was de nieuwe leider. LeMond zou toch de Tour weten te winnen; diens laatste van drie eindzeges.

### Latere carrière
Zijn laatste jaren bracht Pensec door bij Novemail-Histor, Le Groupement en Gan.
Na zijn loopbaan werd Pensec ploegleider.

## Belangrijkste overwinningen
1987
- Eindklassement Ster van Bessèges

1988
- GP van Rennes

1990
- 2e etappe Ronde van de Middellandse Zee
- Boucles de l'Aulne

1992
- GP Ouest France-Plouay

1994
- Eindklassement Coupe de France

## Resultaten in voornaamste wedstrijden
| Jaar | Ronde van Italië | Ronde van Frankrijk | Ronde van Spanje |
| ---- | ---------------- | ------------------- | ---------------- |
| 1985 |                  |                     | 44e              |
| 1986 |                  | 6e                  |                  |
| 1987 |                  |                     |                  |
| 1988 |                  | 7e                  |                  |
| 1989 |                  | 58e                 |                  |
| 1990 |                  | 20e                 |                  |
| 1991 | 32e              | 41e                 |                  |
| 1992 |                  | 52e                 |                  |
| 1993 |                  | 47e                 |                  |
| 1994 |                  | 66e                 |                  |
| 1995 |                  |                     |                  |
| 1996 |                  |                     |                  |
| 1997 |                  |                     |                  |

| Jaar | Milaan-San Remo | Amstel Gold Race | Luik-Bast.‑Luik | Ronde van Lombardije | Waalse Pijl | Bretagne Classic |  | WK op de weg |  | Wereldranglijsten |
| ---- | --------------- | ---------------- | --------------- | -------------------- | ----------- | ---------------- |  | ------------ |  | ----------------- |
| 1985 |                 |                  |                 |                      |             |                  |  |              |  |                   |
| 1986 |                 |                  |                 |                      |             |                  |  |              |  |                   |
| 1987 |                 |                  | 11e             |                      |             |                  |  |              |  | 20e (SPP)         |
| 1988 |                 |                  |                 |                      |             | 8e               |  | 6e           |  |                   |
| 1989 | 4e              | 95e              | 67e             |                      | 6e          |                  |  |              |  | 42e (UWB)         |
| 1990 |                 | 28e              | 19e             |                      | 38e         |                  |  | 53e          |  |                   |
| 1991 |                 |                  |                 |                      |             |                  |  |              |  |                   |
| 1992 |                 | 21e              | 40e             |                      |             | Goud             |  |              |  |                   |
| 1993 | 17e             |                  | 34e             | 30e                  | 49e         | 12e              |  |              |  |                   |
| 1994 | 18e             | 20e              | 13e             |                      | 9e          | 6e               |  |              |  |                   |
| 1995 | 53e             | 51e              |                 |                      |             |                  |  |              |  |                   |
| 1996 | 91e             |                  |                 |                      |             | 42e              |  |              |  |                   |
| 1997 | 125e            |                  |                 |                      | 47e         |                  |  |              |  |                   |